# Terebra anilis
Terebra anilis é uma espécie de gastrópode do gênero Terebra, pertencente a família Terebridae.